# Isoquant

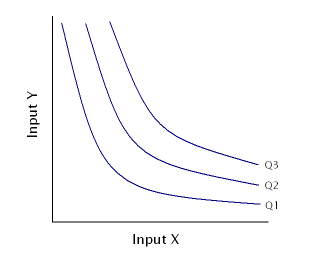
Schéma de trois isoquants avec le travail en abscisse et le capital en ordonnée.

Dans la théorie néo-classique du producteur, un isoquant est une courbe qui relie toutes les combinaisons de facteurs (capital et travail) permettant d'obtenir le même niveau de production. Un isoquant est aussi appelée courbe de produit égale.
Lorsque plusieurs isoquants sont représentés dans une même figure, on parle de carte d'isoquants, ils représentent chacun une quantité différente de la production. Alors que les courbes d'indifférence aident à résoudre le problème de maximisation de l'utilité des consommateurs, la carte d'isoquants traite du problème de minimisation des coûts des producteurs. Des droites d'isocoût sont généralement tracées le long des isoquants dans des graphiques capital/travail, montrant le compromis technologique entre capital et travail dans la fonction de production, et les rendements marginaux décroissants des deux facteurs. La droite d'isocoût combinée avec la carte d'isoquants (point de tangence) donne la combinaison des facteurs de production la moins coûteuse que peut produire le niveau de la production associée à cet isoquant. Une droite joignant les points de tangence des isoquants et des isocoûts (avec des prix de facteur de production maintenus constants) est appelée le sentier d'expansion.